# منکایند
منکایند (انگلیسی: Mankind Pharma) شرکت داروسازی هندی است، که در سال ۱۹۹۵ توسط آر سی جونجا تأسیس شد‌.